# Air Ukraine
Air Ukraine var ett flygbolag i Kiev, Ukraina. Flygbolaget skötte reguljära inrikesflygningar och internationella flygningar och var tidigare Ukrainas nationella flygbolag.

## Koder
- IATA-kod: 6U
- ICAO-kod: UKR
- Callsign: AIR UKRAINE

## Historia
Flygbolaget grundades och startade sin verksamhet 1992. Det grundades genom Aeroflots Kievdivision, med andra ukrainska delar ihopsatta med denna. Flygbolaget begärdes i konkurs av sin ägare, Ukrainas regering i december 2002. Det fanns planer att slå ihop Air Ukraine, Aerosvit Airlines, Ukraine International Airlines och det nya Air Ukraine men planerna misslyckades och deras licens blev indragen.

## Flotta
Flottan bestod av följande flygplan (i början av 2003)
- 1 Tu-154M
- 3 Tu-134

Flottan från Aeroflot var mycket större. Den reducerades snart då plan såldes för att få in pengar för att motverka de finansiella problemen. 1993 hade de följande plan:
- 50 An-24
- 17 An-26
- 9 An-30
- 3 An-32
- 1 An-72
- 1 An-124
- 2 IL-18
- 9 IL-62
- 26 Tu-134
- 38 Tu-154
- 20 Jak-40
- 20 Jak-42